# Херне
 Тази статия е за града в Германия.  За селището в Белгия вижте Херне (Белгия).  
Херне (на немски: Herne) е град във федерална провинция Северен Рейн-Вестфалия, Германия. Намира се в градската агломерация Рур между градовете Бохум и Гелзенкирхен. Разположен е на 65 метра надморска височина.
Площта на Херне е 51,41 км², населението към 31 декември 2010 г. – 164 762 жители, а гъстотата на населението – 3205 д/км².

## Побратимени градове
- Белгород (Русия)
- Айслебен (Германия)